# Lista rezervațiilor naturale din județul Sălaj

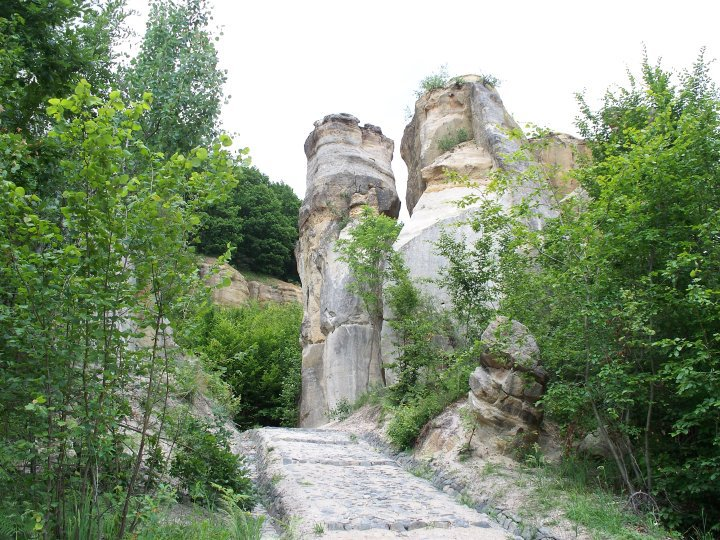
Imagine din rezervaţia naturală Grădina Zmeilor

Lista rezervațiilor naturale din județul Sălaj cuprinde ariile naturale de interes național (rezervații naturale de tip geologic, floristic, faunistic, peisagistic și speologic) aflate pe teritoriul administrativ al  județului Sălaj, declarate arii protejate prin Legea Nr. 5 din 6 martie 2000 (privind aprobarea Planului de amenajare a teritoriului național - Secțiunea a III-a - arii protejate) și Hotărârea de Guvern Nr.2151 din 30 noiembrie 2004 (privind instituirea regimului de arie naturală protejată pentru noi zone)

## Lista ariilor protejate
Arie naturală protejată încadrată în categoria a III-a IUCN - monument al naturii
     Arie naturală protejată încadrată în categoria a IV-a IUCN - rezervație naturală
| Denumirea ariei protejate                 | Cod       | Localizare     | Categorie IUCN | Tip                      | Suprafață (ha) | Observații (foto)                   |
| ----------------------------------------- | --------- | -------------- | -------------- | ------------------------ | -------------- | ----------------------------------- |
| Balta Cehei                               | RONPA0703 | Cehei          | IV             | faunistic                | 18,20          | Balta Cehei                         |
| Calcarele de Rona                         | RONPA0702 | Rona           | III            | geologic                 | 0,50           |                                     |
| Grădina Zmeilor                           | RONPA0699 | Gâlgău         | III            | geologic și peisagistic  | 3              | Grădina Zmeilor                     |
| Gresiile de pe Stânca Dracului            | RONPA0706 | Hida           | III            | geologic și peisagistic  | 0,001          | Gresiile de pe Stânca Dracului      |
| Lunca cu lalea pestriță - Valea Sălajului | RONPA0704 | Cehu Silvaniei | IV             | peisagistic              | 10             |                                     |
| Mlaștina de la Iaz                        | RONPA0708 | Iaz            | IV             | faunistic și floristic   | 10             | Mlaștina de la Iaz                  |
| Pădurea Lapiș                             | RONPA0896 | Nușfalău       | IV             | faunistic și forestier   | 430,40         |                                     |
| Pădurea „La Castani”                      | RONPA0709 | Ileanda        | IV             | forestier                | 7,80           |                                     |
| Peștera Măgurici                          | RONPA0851 | Răstoci        | III            | speologic                | 1              |                                     |
| Pietrele Moșu și Baba                     | RONPA0700 | Someș-Guruslău | III            | geologic și peisagistic  | 0,20           |                                     |
| Poiana cu narcise de la Racâș-Hida        | RONPA0701 | Racâș          | IV             | floristic și peisagistic | 1,50           |                                     |
| Rezervația peisagistică Tusa-Barcău       | RONPA0707 | Tusa           | IV             | peisagistic și forestier | 13,43          | Rezervaţia peisagistică Tusa-Barcău |
| Stanii Clițului                           | RONPA0705 | Cliț           | IV             | peisagistic              | 16             | Stanii Clițului                     |
| Stejărișul de baltă Panic                 | RONPA0711 | Panic          | IV             | forestier și peisagistic | 1,70           |                                     |
| Stejărișul Panic                          | RONPA0710 | Panic          | IV             | forestier și peisagistic | 2              |                                     |